# 40 Below Summer
40 Below Summer é uma banda de nu metal de Nova Jersey, EUA.

## História

### Primórdios (1998-2000)
Formado em 1998, 40 Below Summer se formou após o baterista e peruano nativo Carlos Aguilar se reunir com o cantor Max Illidge. Posteriormente com Joey D'Amico formaram um dueto, seguido por Jordan Plingos e Hector Graziani (nativo de Porto Rico). Os primeiros álbuns foram Side Show Freaks (1999) e EP Rain (2000).

### Invitation to the Dance(2001-2002)
Eventualmente, um acordo foi assinado com a London-Sire Records. Sua grande estreia foi o álbum Invitation to the Dance que foi libertado em 16 de outubro de 2001, e foi produzido por GGGarth. Dois meses após o seu lançamento, Londres-Sire saiu do negócio devido a uma fusão corporativa. O álbum foi posteriormente re-emitidos através da Warner Music.
Depois realizaram turnês no Jägermeister Music Tour, com Drowning Pool, Coal Chamber e Ill Niño e, em seguida, novamente com Slipknot, Fear Factory, e Chimaira. Eles começaram a escrever material para o seu segundo álbum. A banda começou escrevendo logo após a liberação do seu álbum anterior, que expulsou cerca de quinze músicas antes do lançamento com vinte e uma, que reduziram para dez até o final (mais uma faixa bônus, "The Day I Died").

### The Mourning After(2003-2005)
Razor & Tie Records viu a banda em fevereiro de 2003, quando tocou em Nova Iorque com E.Town Concrete. Um acordo foi assinado em Junho, assim que a banda entrou no estúdio. Mais tarde a banda viria a enfrentar uma greve de licenciamento com a Roadrunner Records para o álbum liberado no Reino Unido.
O seu segundo álbum The Mourning Após foi lançado em 28 de Outubro de 2003. Dois singles foram lançados a partir desse álbum, Self-Medicate e Taxi Cab Confession. A banda negociou a libertação de seu contrato em 2004. Não muito tempo depois disso Jordânia foi temporariamente substituído por Ty Fury. A banda então recrutou Ryan Juhrs (integrante da banda Flaw) para preencher oficialmente o lugar de Carlos logo depois.

### Black Market Hero
Ali Nassar substituiu Carlos, e depois de tocar dois shows no 40 Below Summer, eles decidiram mudar o nome do projeto para Black Market Hero.. Eles foram logo ingressando outro ex-membro da Flaw, o baterista Micah Havertape, que substituiu Nasser.

### The Last Dance(2006)
Apesar da ruptura, 40 Below Summer lançou o álbum The Last Dance em 31 de Outubro de 2006 através da Bater Music Inc. O álbum apresenta nove versões demo de músicas destinadas ao seu terceiro LP, bem como um bônus DVD com filmagens da banda da "última" atuação na Starland Ballroom em setembro de 2005. O álbum vendeu 1.095 cópias em sua primeira semana de lançamento, de acordo com a Nielsen SoundScan.
Em Outubro de 2006, houve especulações de que a banda havia reunido. Este foi posteriormente indeferido pelo guitarrista Joey D'Amico que afirmou que a banda apenas iria fazer alguns shows para promover o lançamento de The Last Dance. No entanto, D'Amico declarou também que não havia uma possibilidade que 40 Below Summer gravar um novo álbum no futuro.
A banda filmou um vídeo musical para o single "Relapse" com o diretor Michael Saladino. A canção foi originalmente escrita em 2005 pelo guitarrista Ty Fyhrie (Fury). Ty passou a trabalhar com a banda Murder Of Crows, mas agora reside na banda Dirty Little Rabbits com percussionista do Slipknot M. Shawn Crahan também conhecido como Palhaço.

### Rain EP(2007-atualmente)
A banda lançou Rain EP com sete faixas bônus em 31 de julho de 2007 através Crash Music. Além das cinco músicas originalmente lançadas, sete faixas demo também foram incluídos, envolvendo todos os novos trabalhos artísticos.
SideShow Freaks, foi re-lançado em 15 de julho de 2008 pelo ex-Korn guitarrista Brian "Head" através da gravadora Driven Music Group.

## Membros
Atual
- Max Illidge – vocalista
- Joey D'Amico – guitarrista
- Jordan Plingos – guitarrista
- Hector Graziani – baixista
- Carlos Aguilar – baterista

## Discografia
- Side Show Freaks (1999); relançado em 15 de Julho de 2008
- Rain EP (2000) relançado em 31 de Julho de 2007
- Invitation to the Dance (16 de Outubro de 2001)
- The Mourning After (28 de Outubro de 2003)
- The Last Dance (31 de Outubro de 2006)